# ماهمداواد
ماهمداواد (به انگلیسی: Mahemdavad) یک منطقهٔ مسکونی در هند است که در Mahemdavad Taluka واقع شده‌است. ماهمداواد ۳۰٬۷۶۹ نفر جمعیت دارد و ۳۳ متر بالاتر از سطح دریا واقع شده‌است.